# Pilisszentkereszt
Pilisszentkereszt is een plaats (község) en gemeente in het Hongaarse comitaat Pest. Pilisszentkereszt telt 2152 inwoners (2001).